# 2525 O'Steen
2525 O'Steen (1981 VG) là một tiểu hành tinh vành đai chính được phát hiện ngày 2 tháng 11 năm 1981 bởi B. A. Skiff ở Flagstaff (AM).